# Boris Alexandrowitsch Sawostin
Boris Alexandrowitsch Sawostin (russisch Борис Александрович Савостин; * 16. November 1936 in Tula; † 5. September 2001 ebenda) war ein sowjetischer Radrennfahrer und nationaler Meister im Radsport.

## Sportliche Laufbahn
Sawostin war Bahnradsportler. Er war Teilnehmer der Olympischen Sommerspiele 1956 in Melbourne. Dort startete er im 1000-Meter-Zeitfahren und belegte beim Sieg von Leandro Faggin zeitgleich mit Alan Danson den 5. Platz.
1956 wurde er Sieger der Völker-Spartakiade im 1000-Meter-Zeitfahren. 1958 gewann er die nationale Meisterschaft in dieser Disziplin.